# Ferdinand Arnodin
 Ferdinand Joseph Arnodin , född 9 oktober 1845 i Sainte-Foy-lès-Lyon i Rhône, död 24 april 1924 i Châteauneuf-sur-Loire i Loiret, var en fransk ingenjör och industriman. Han specialiserade sig på kabeltransporter, och betraktas som uppfinnare av hängfärjan, som han fick patent på 1887, fastän den första konstruktionen av den typen faktiskt gjordes av Alberto Palacio, om än med Arnodins hjälp.
Nio av de arton kända hängfärjekonstruktionerna kan tillskrivas honom. Tre av dessa finns fortfarande kvar. De använder både tekniken för hängbroar och tekniken för snedkabelbroar. Arnodin konstruerade ett stort antal av andra generationens hängbroar vid sekelskiftet 1900 och han restaurerade och förstärkte ett antal av den första generationens hängbroar (före 1860): kabellindningen förstärktes och de gamla kabeltrådarna ersattes med dubbla spiraltvinnade stålkablar, ofta med tillägg av en snedkabelbro (en strukturell förändringar som går under namnet "Système Arnodin"). Hans fabrik (för tillverkning av prefabricerade metallkomponenter) byggdes i Châteauneuf-sur-Loire. Spår av fabriken var fortfarande synliga för några år sedan, och skorstenen kan fortfarande ses, halvt i ruiner, mellan Loire och järnvägen.
Musée de la marine de Loire i Châteauneuf-sur-Loire ställer ut minnen från dessa verkstäder: en gammal modell av hängfärjan i Nantes, en bit stålwire tillverkad av Arnodin och fotografier.

## Större konstruktioner
- Biscayabron, Bilbao, 1893, 164 meters spann, fortfarande i bruk
- Hängfärjan i Bizerte/Brest, 109 meters spann, 1898
- Hängfärjan i Rouen, 1898, 142 meters spann
- Hängfärjan i Rochefort-Martrou, 1900, 140 meters spann, fortfarande i bruk
- Hängfärjan i Nantes, 1903, 141 meters spann
- Hängfärjan i Marseille, 1905, 165 meters spann
- Hängfärjan i Newport, 1906, 181 meters spann, fortfarande i bruk
- Hängfärjan i Bordeaux, påbörjad 1910, 426 meters spann, men aldrig färdigställd
- Hängbron i Sidi M'Cid, Constantine, Algeriet, 1908, 160 meters spann